# Kulturåret 1834

## Händelser
- Okänt datum - Den andra stora teaterstrejken, Det andra Torsslowska grälet på Dramaten.

## Nya verk
- Barnvisan Alfabetsvisan (Alphabet song) av C. Bradlee.
- Claude Gueux av Victor Hugo
- En vinter i Hernösand av Wilhelmina Stålberg
- Littérature et philosophie mêlées av Victor Hugo
- Johan Olof Wallin skapar diktverket Dödens engel.
- Presidentens döttrar av Fredrika Bremer
- Pompejis sista dagar (The last days of Pompeii, svensk översättning 1835) av Edward Bulwer-Lytton, 1:e baron Lytton

## Födda
- 1 januari
  - Lorentz Dietrichson (död 1917), norsk konsthistoriker och författare.
  - Ludovic Halévy (död 1908), fransk librettist och dramatiker.
- 23 januari – Alexandru Odobescu (död 1895), rumänsk arkeolog, historiker, författare och politiker.
- 13 februari – Alfred Wahlberg (död 1906), svensk målare.
- 1 mars – Hildegard Werner (död 1911), svensk dirigent.
- 6 mars – George du Maurier (död 1896), brittisk tecknare och författare.
- 2 april – Frédéric Bartholdi (död 1904), fransk skulptör.
- 24 mars – William Morris (död 1896), brittisk konstnär, formgivare och författare.
- 23 maj – Carl Bloch (död 1890), dansk målare.
- 14 juli – James McNeill Whistler (död 1903), amerikansk-brittisk målare och grafiker.
- 19 juli – Edgar Degas (död 1917), fransk konstnär och skulptör.
- 25 september - Louis Douzette (död 1924), tysk landskapsmålare.
- 10 oktober – Aleksis Kivi (död 1872), finländsk författare.
- okänt datum – Anselm Baker (död 1885), engelsk munk och konstnär.

## Avlidna
- 24 juni – Thomas Christopher Bruun (född 1750), dansk filolog och författare.
- 25 juli – Samuel Taylor Coleridge (född 1772), brittisk författare.
- okänt datum – Giovanna Bassi (född 1762), italiensk ballerina.